# Idaea rufimixta
Idaea rufimixta là một loài bướm đêm trong họ Geometridae.